# Formy stadialne przestępstwa
Formy stadialne przestępstwa – formy popełnienia przestępstwa wyróżniane z uwagi na etap realizacji czynu zabronionego i naruszenia dobra chronionego prawem. Formy stadialne stanowią mniej lub bardziej zaawansowane stadia realizacji ustawowych znamion czynu zabronionego. W nauce prawa karnego istnieje pojęcie tzw. iter delicti, czyli pochodu przestępstwa, tzn. schematu przedstawiającego stadia czynu przestępnego. 
Do form stadialnych zalicza się: przygotowanie, usiłowanie oraz dokonanie.

## Zamiar
Zamiar jest nastawieniem psychicznym sprawcy polegającym na tym, że sprawca chce przestępstwo popełnić (zamiar bezpośredni – dolus directus), albo przewidując możliwość jego popełnienia godzi się na to (zamiar ewentualny – dolus eventualis). Zamiar, który nie został uzewnętrzniony (nie osiągnął etapu przygotowania), jest bezkarny (cogitationis poenam nemo patitur). Zamiar nie może być uznany za formę stadialną popełnienia przestępstwa, ponieważ przestępstwo musi być czynem, a nie wyłącznie nastawieniem psychicznym człowieka.

## Przygotowanie
Przygotowanie jest rozszerzeniem karalności czynu zabronionego. Zgodnie z art. 16 § 1 k.k. przygotowanie zachodzi tylko wtedy, gdy sprawca – w celu popełnienia czynu zabronionego – podejmuje czynności, mające stworzyć warunki do przedsięwzięcia czynu, który zmierza bezpośrednio do dokonania czynu zabronionego.
Jeżeli przygotowanie nie przeszło w kolejne stadium przestępstwa, to jest ono karalne tylko wtedy, gdy ustawa tak stanowi (zob. np. art. 118 § 3, 127 § 2, 128 § 2, 200a k.k.).

## Usiłowanie
Usiłowanie jest rozszerzeniem karalności czynu zabronionego. Usiłowanie dokonania czynu zabronionego konkretnego typu zachodzi, gdy sprawca swoim zachowaniem bezpośrednio zmierza do dokonania czynu zabronionego, który jednak nie następuje (art. 13 § 1 k.k.). Tak więc kwalifikacja prawna usiłowania będzie zawsze złożona, będzie wskazywać formę stadialną usiłowania i typ czynu zabronionego, który sprawca usiłował zrealizować.

## Dokonanie
Przestępstwo należy uważać za dokonane, gdy w rezultacie działania lub zaniechania sprawcy wypełniony został komplet znamion koniecznych do bytu tego przestępstwa. Wyjątkowo, w odniesieniu do przestępstw trwałych faza dokonania trwa tak długo, aż nie zostanie przywrócony stan zgodny z prawem.